# Vina (Californie)
Proberta est une census-designated place du comté de Tehama, dans l'État de Californie, aux États-Unis,. En 2020, elle compte une population de 198 habitants.